# Steine (Eötvös)
Steine is een compositie uit 1990 van Peter Eötvös.
Het werk is deels gebaseerd op een eerder werk van Eötvös: "Pierre-Ydill" uit 1985. Dit werk was opgedragen aan de zestigste verjaardag van Pierre Boulez. Net als eerdere werken is het gecomponeerd als combinatie van geschreven muziek en improvisatie. De musici hebben een geschreven partij, maar zijn daarbij gedwongen op elkaar te reageren, waardoor steeds een andere uitvoering ontstaat. 
Aangezien het werk voor 22 musici is geschreven is er wel een coördinator nodig, in dit geval de dirigent, die dus ook eindverantwoordelijke is van de gehele compositie. In meerdere composities van Eötvös is het onderscheid tussen de taak van componist en dirigent vervaagd. Het werk bestaat uit drie secties, die zonder onderbreking achter elkaar gespeeld worden.

## Musici
- dirigent;
- viool (2);
- altviool;
- cello;
- contrabas;
- dwarsfluit;
- klarinet (2);
- hobo;
- fagot;
- hoorn (2);
- trompet (2);
- trombone (2);
- tuba;
- harp;
- celesta;
- Percussie (3).

## Opstelling
Er is een vaste opstelling. De dirigent staat op zijn/haar traditionele plaats. Daarvoor zijn opgesteld:
- eerste ring: de celesta (links) en de harp (rechts);
- tweede ring: 1e viool, cello, altviool en 2e viool (van links naar rechts);
- derde ring: klarinet, fagot, hobo, dwarsfluit, klarinet;
- vierde ring: 1e trompet, 1e trombone, 1e hoorn, contrabas; tuba, 2e hoorn, 2e trombone, 2e trompet;
- linkerhoek: 1e percussie; rechterhoek 2e en 3e percussie.

De celesta, harp en contrabas zijn elektronisch versterkt; de geluidsboxen voor celesta en harp staan vanaf de dirigent/publiek; de geluidsbox van de contrabas staat richting dirigent/publiek.

## Motief
In de compositie is een motief terug te vinden. In de twaalftoonstechiek is de naam Pierre Boulez genoteerd. 

## Bron
- uitgave van Kairos